# ماكوتو ريندو
ماكوتو ريندو (باليابانية: 林堂 眞) (21 نوفمبر 1989 في أوساكا في اليابان – )؛ هو لاعب كرة قدم ياباني سابق كان يلعب كمدافع.

## وصلات خارجية
- ماكوتو ريندو على موقع رابطة كرة القدم اليابانية للمحترفين (اليابانية)
- ماكوتو ريندو على موقع قاعدة بيانات كرة القدم.إي يو (الإنجليزية)
- ماكوتو ريندو على موقع Soccerway.com (الإنجليزية)
- ماكوتو ريندو على موقع عالم كرة القدم.نت (الإنجليزية)